# IC 3199
IC 3199 ist eine linsenförmige Galaxie mit aktivem Galaxienkern vom Hubble-Typ SB0-a R im Sternbild Jungfrau nördlich der Ekliptik. Sie ist schätzungsweise 352 Millionen Lichtjahre von der Milchstraße entfernt und hat einen Durchmesser von etwa 105.000 Lj. Die Galaxie wird unter der Katalognummer VVC 500 als Teil des Virgo-Galaxienhaufens gelistet.
Im selben Himmelsareal befinden sich u. a. die Galaxien NGC 4320, NGC 4325, IC 3220, IC 3240.
Das Objekt wurde am 7. Mai 1904 vom US-amerikanischen Astronomen Royal Harwood Frost entdeckt.